# فهرست وابسته‌های دیپلماتیک آنتیگوا و باربودا

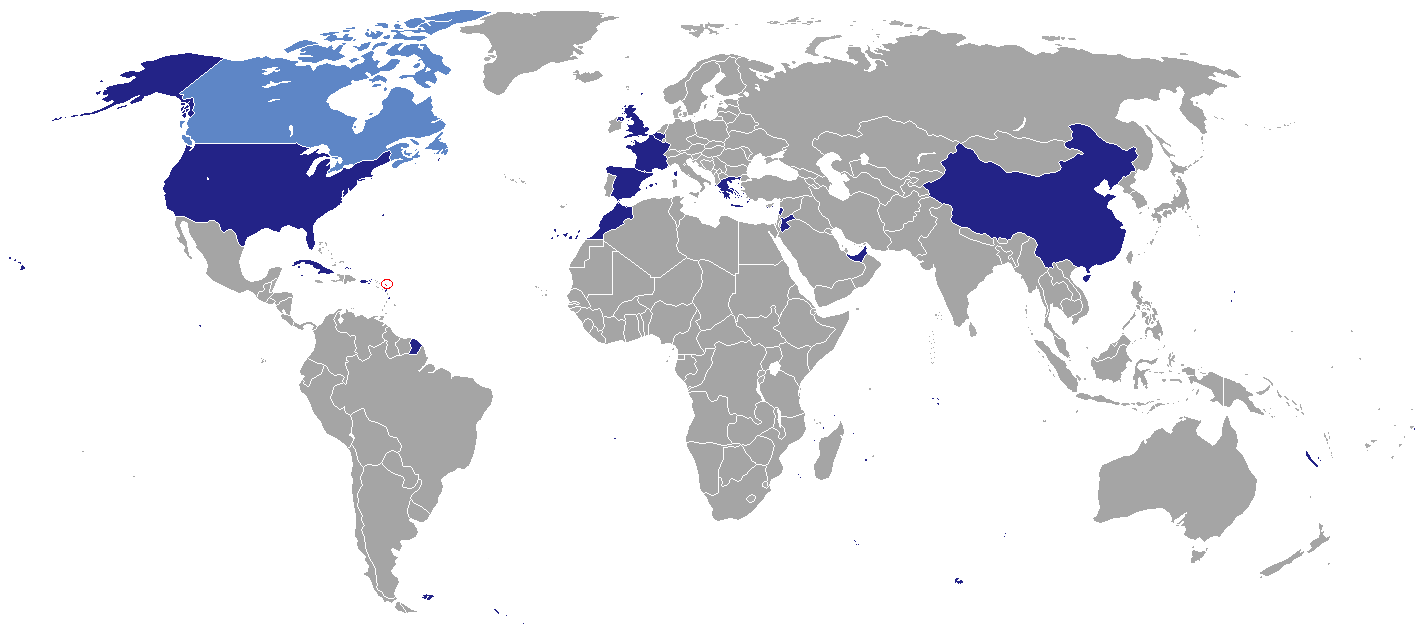
نقشه سفارتخانه‌های آنتیگوا و باربودا:
آنتیگوا و باربودا
سفارتخانه ها
مراکز سرکنسولگری

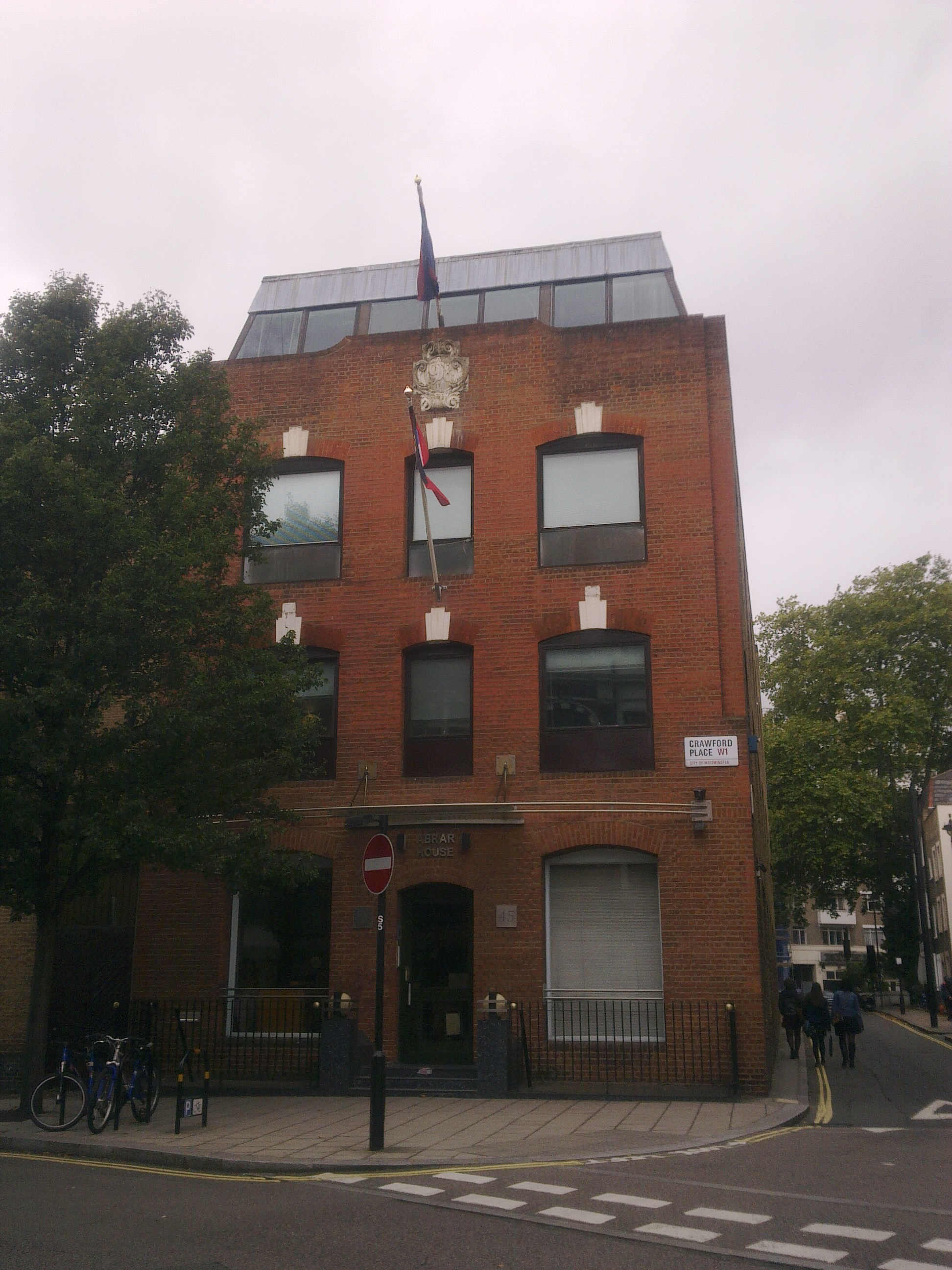
کمیسیون عالی آنتیگوا و باربودا در لندن

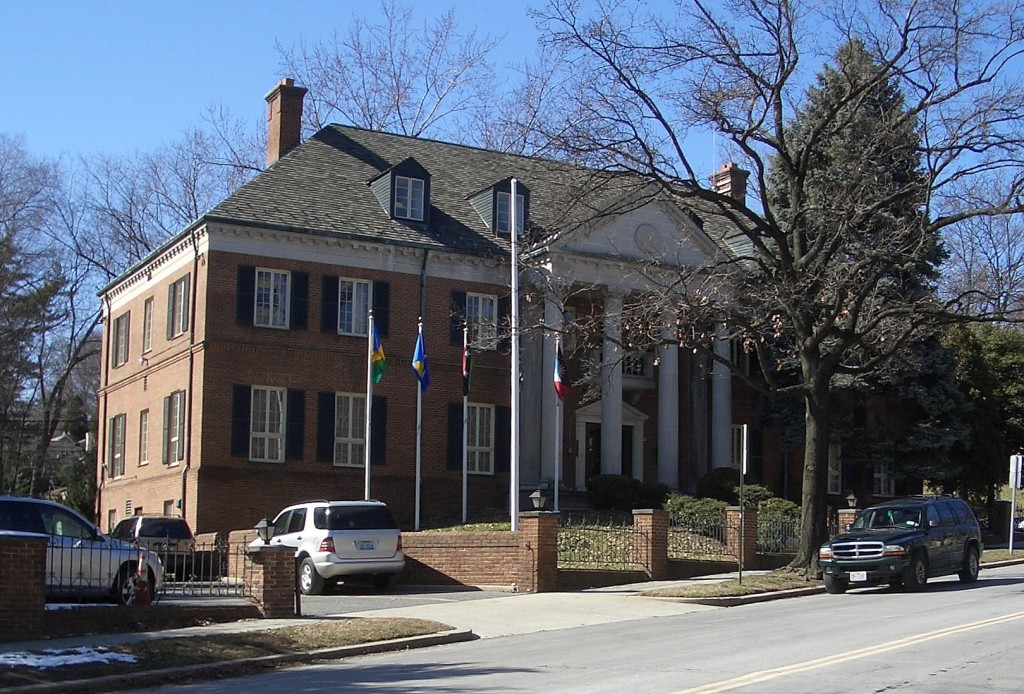
سفارت آنتیگوا و باربودا در واشنگتن دی سی

فهرست سفارت‌های آنتیگوا و باربودا، فهرستی از مراکز سفارتخانه و کنسولگری کشور آنتیگوا و باربودا در جهان است. جزایر آنتیگوا و باربودا (Antigua & Barbuda) جزایری در شرق دریای کارائیب، شرق جزایر سنت کیتس و نویس و شمال جزیرهٔ مونتسرات، هستند که دولت مستقل داشته و پایتخت آن‌ها سینت جانز است. این جزایر در ۱ نوامبر ۱۹۸۱ از بریتانیای کبیر استقلال یافتند.

## آمریکا
- کانادا
  - تورنتو (سرکنسولگری)
- کوبا
  - هاوانا (سفارت)
- ایالات متحده آمریکا
  - واشنگتن دی سی (سفارت)
  - میامی (سرکنسولگری)
  - نیویورک (سرکنسولگری)

## اروپا
- بریتانیا
  - لندن (کمیسیون عالی)

## سازمان‌های چندجانبه
- نیویورک (نمایندگی دائمی به سازمان ملل متحد)
- واشنگتن دی سی (نمایندگی دائم به سازمان کشورهای آمریکایی)